# سيمون لابين
سيمون لابين (بالإنجليزية: Simon Lappin)‏ (25 يناير 1983 بغلاسكو في المملكة المتحدة - ) هو لاعب كرة قدم بريطاني في مركز الوسط. شارك مع منتخب اسكتلندا تحت 21 سنة لكرة القدم. أما مع النوادي، فقد لعب مع سانت جونستون وشيفيلد يونايتد وكارديف سيتي ونادي سانت ميرين ونادي ماذرويل ونورويتش سيتي.

## وصلات خارجية
- سيمون لابين على موقع قاعدة بيانات كرة القدم.إي يو (الإنجليزية)
- سيمون لابين على موقع Soccerbase.com (لاعب) (الإنجليزية)
- سيمون لابين على موقع Soccerway.com (الإنجليزية)
- سيمون لابين على موقع عالم كرة القدم.نت (الإنجليزية)
- سيمون لابين على موقع AS.com (الإسبانية)